# Communauté de communes du Golfe de Saint-Tropez
Die Communauté de communes du Golfe de Saint-Tropez ist ein französischer Gemeindeverband mit der Rechtsform einer Communauté de communes im Département Var in der Region Provence-Alpes-Côte d’Azur. Sie wurde am 27. Dezember 2012 gegründet und umfasst zwölf Gemeinden. Der Verwaltungssitz befindet sich im Ort Cogolin.

## Mitgliedsgemeinden
| Gemeinde                                        | Einwohner 1. Januar 2022 | Fläche km² | Dichte Einw./km² | Code INSEE | Postleitzahl |
| ----------------------------------------------- | ------------------------ | ---------- | ---------------- | ---------- | ------------ |
| Cavalaire-sur-Mer                               | 7.895                    | 16,74      | 472              | 83036      | 83240        |
| Cogolin                                         | 12.076                   | 27,93      | 432              | 83042      | 83310        |
| Gassin                                          | 2.674                    | 24,74      | 108              | 83065      | 83580        |
| Grimaud                                         | 4.557                    | 44,58      | 102              | 83068      | 83310        |
| La Croix-Valmer                                 | 3.832                    | 22,28      | 172              | 83048      | 83420        |
| La Garde-Freinet                                | 1.848                    | 76,64      | 24               | 83063      | 83680        |
| La Môle                                         | 1.502                    | 45,28      | 33               | 83079      | 83310        |
| Le Plan-de-la-Tour                              | 3.068                    | 36,80      | 83               | 83094      | 83120        |
| Ramatuelle                                      | 1.889                    | 35,57      | 53               | 83101      | 83350        |
| Rayol-Canadel-sur-Mer                           | 644                      | 6,83       | 94               | 83152      | 83820        |
| Saint-Tropez                                    | 3.586                    | 11,18      | 321              | 83119      | 83990        |
| Sainte-Maxime                                   | 14.394                   | 81,61      | 176              | 83115      | 83120        |
| Communauté de communes du Golfe de Saint-Tropez | 57.965                   | 430,18     | 135              | –          | –            |